# Mauro Facci
Mauro Facci (født 11. maj 1982) er en italiensk tidligere professionel landevejsrytter.